# Josh Flitter
Joshua Alexander „Josh“ Flitter (* 25. August 1994 in Ridgewood, New Jersey) ist ein US-amerikanischer Schauspieler.

## Leben und Karriere
Flitter wurde am 25. August 1994 in Ridgewood geboren. Seine Mutter Carla trat am Broadway und in regionalen Musicals auf. Er besuchte die Marlboro High School in Monmouth County und machte 2012 seinen Abschluss. 2016 machte Flitter seinen Abschluss an der School of Visual Arts in New York City mit dem Hauptfach Filmemachen. Seit 2020 erstellt der Schauspieler Vlogs bei X. 
Josh Flitter ist bekannt für seine Rolle als Corky in Nancy Drew – Girl Detective als Eddie in Das größte Spiel seines Lebens, als Synchronsprecher von Rudy Kangaroo im Animationsfilm Horton hört ein Hu! aus dem Jahr 2008 und Budderball in den Air Buddies-Filmen.

## Filmografie (Auswahl)
- 2005: Das größte Spiel seines Lebens
- 2006: Big Mama’s Haus 2
- 2007: Nancy Drew – Girl Detective
- 2009: Ace Ventura 3 – Der Tier-Detektiv
- 2009: Santa Buddies – Auf der Suche nach Santa Pfote